# Douglas Wood
Pour les articles homonymes, voir Wood.
Douglas Wood est un acteur et metteur en scène américain, né le 31 octobre 1880 à New York (État de New York), mort le 13 janvier 1966 à Los Angeles (quartier de Woodland Hills, Californie).

## Biographie
Au théâtre, Douglas Wood joue régulièrement à Broadway, où il débute en 1899 dans Cyrano de Bergerac d'Edmond Rostand, aux côtés de Richard Mansfield tenant le rôle-titre. Suivent notamment Jules César de William Shakespeare (1910, où il personnifie Marc Antoine) et Marseilles de Sidney Howard (adaptation de la trilogie marseillaise de Marcel Pagnol, 1930, où il est Monsieur Brun).
Toujours à Broadway, il est également metteur en scène de deux pièces, représentées respectivement en 1914-1915 (adaptation de La Massière de Jules Lemaître) et 1926.
S'ajoutent trois comédies musicales, la première en 1917-1918 (Maytime, sur une musique de Sigmund Romberg). Dans la troisième en 1931-1932 (Take a Chance), il apparaît pour l'avant-dernière fois à Broadway. Il y revient à l'occasion d'une ultime pièce en 1958, adaptation du roman Jane Eyre de Charlotte Brontë (avec Eric Portman et Blanche Yurka).
Au cinéma, Douglas Wood contribue à un seul film muet sorti en 1917, National Red Cross Pageant de Christy Cabanne (avec Ethel Barrymore), à ce jour réputé perdu.
Puis, comme second rôle de caractère ou dans des petits rôles non crédités, il apparaît dans cent-quarante-quatre autres films américains, sortis à partir de 1934 ; le dernier est Si j'épousais ma femme (en) de Melvin Frank et Norman Panama, sorti en 1956.
Entretemps, mentionnons L'Intruse d'Alfred E. Green (1935, avec Bette Davis et Franchot Tone), Je n'ai pas tué Lincoln de John Ford (1936, avec Warner Baxter et Gloria Stuart), Souvenirs de King Vidor (1941, avec Hedy Lamarr et Robert Young), ou encore Les Aventures de Mark Twain d'Irving Rapper (1944, avec Fredric March et Alexis Smith).
Pour la télévision enfin, Douglas Wood participe à six séries américaines de 1950 à 1956, dont The Lone Ranger (deux épisodes, 1950-1951) et Topper (trois épisodes, 1953-1954).

## Théâtre à Broadway (intégrale)
(comme acteur, sauf mention contraire)
- 1899-1900 : Cyrano de Bergerac d'Edmond Rostand
- 1899-1900 : Beau Brummell de Clyde Fitch
- 1900 : Twelve Months Later d'Oscar Blumenthal (de) et Gustav Kadelburg (de)
- 1901-1902 : Du Barry de (produit et mise en scène par) David Belasco : Valroy
- 1903-1904 : Dorothy Vernon of Haddon Hall, adaptation par Paul Kester du roman éponyme de Charles Major[1]
- 1904 : Le Triomphe de l'amour (The Triumph of Love) de Marthe Morton
- 1904 : Love's Pilgrimage d'Horace B. Fry
- 1904-1905 : The College Widow de George Ade
- 1906 : Brown of Harvard de Rida Johnson Young
- 1908 : The Village Lawyer de Will M. Cressy et James Clarence Harvey
- 1909 : A Woman of Impulse de Louis K. Anspacher
- 1909 : The Bridge de Rupert Hughes

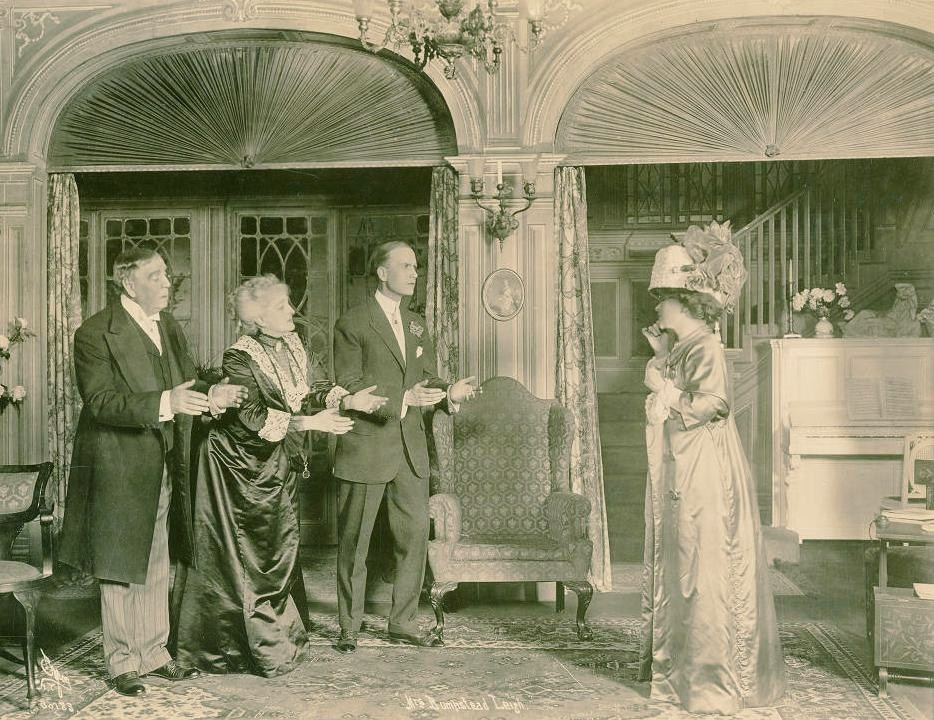
De g. à d. : Charles Harbury, Kate Lester, Douglas Wood et Mrs. Fiske, dans Mrs. Bumpstead-Leigh (1911)

- 1910 : Jules César (Julius Caesar) de William Shakespeare : Marc Antoine
- 1911 : Mrs. Bumpstead-Leigh d'Harry James Smith : Anthony Rawson
- 1912 : The Greyhound de Paul Armstrong et Wilson Mizner : Whispering Alex
- 1913-1915 : The Family Cupboard d'Owen Davis
- 1914-1915 : La Massière (Poor Little Thing) de Jules Lemaître, adaptation de Jerome K. Jerome (metteur en scène)
- 1915 : The Rented Earl de Salisbury Field
- 1917-1918 : Maytime, comédie musicale, musique de Sigmund Romberg, lyrics et livret de Rida Johnson Young : Claude Van Zandt
- 1920-1921 : Little Old New York de Rida Johnson Young[2] : Cornelius Vanderbuilt
- 1921 : Marie Antoinette d'Edymar, mise en scène de Grace George et John Cromwell : le duc d'Orléans
- 1922 : Wild Oats Lane de George Broadhurst (en) : le professeur
- 1923 : Give and Take d'Aaron Hoffman: Thomas Craig
- 1923-1924 : The Wild Westcotts d'Anne Morrison : John Westcott
- 1924 : Sweet Seventeen de Leonidas Westervelt, Harvey J. O'Higgins, John Clements et Harriet Ford : Russell Farnum
- 1924-1925 : Milgrim's Progress de B. Harrison Orkow : James Fitzmaurice
- 1925 : The Trelawny of the « Wells » d'Arthur Wing Pinero : M. Hunston
- 1926 : The Half Naked Truth de N. Brewster Morse (metteur en scène)
- 1926 : Sandalwood d'Owen Davis et Fulton Oursler : le révérend Harold Carpenter
- 1927 : Bye, Bye, Bonnie, comédie musicale, musique d'Albert Von Tilzer, lyrics de Neville Fleeson, livret de Lewis Simon et Bide Dudley : John Van Buren
- 1927 : Madame X d'Alexandre Bisson[3] : Laroque
- 1928 : Gods of the Lightning de Maxwell Anderson et Harold Hickerson, mise en scène d'Hamilton MacFadden : le juge Vail
- 1930 : The Old Rascal de William Hodge : James Hart
- 1930 : Marseilles, adaptation par Sidney Howard de la trilogie marseillaise de Marcel Pagnol : M. Brun
- 1931 : She Means Business de Samuel Shipman : Walter Norman
- 1931-1932 : The Good Fairy de Ferenc Molnár, adaptation de Jane Hilton : Dr Metz
- 1932-1933 : Take a Chance, comédie musicale, musique de Nacio Herb Brown et Richard A. Whiting, lyrics de Buddy DeSylva, livret de Buddy DeSylva et Laurence Schwab : Andrew Raleigh
- 1958 : Jane Eyre, adaptation par Huntington Hartford du roman éponyme de Charlotte Brontë : le révérend Wood

## Filmographie partielle

### Cinéma
- 1917 : National Red Cross Pageant de Christy Cabanne : le héraut (épisode flamand)
- 1934 : Tu seras star à Hollywood (Bottoms Up) de David Butler
- 1934 : The President Vanishes de William A. Wellman
- 1935 : Agent spécial (Special Agent) de William Keighley : le juge fédéral
- 1935 : L'Intruse (Dangerous) d'Alfred E. Green : Elmont
- 1935 : Spring Tonic de Clyde Bruckman
- 1935 : Soir de noces (The Wedding Night) de King Vidor : Leland Heywood
- 1936 : Two Against the World de William C. McGann : Malcolm Sims
- 1936 : Je n'ai pas tué Lincoln (The Prisoner of Shark Island) de John Ford : le général Ewing
- 1936 : Parade du football (Pigskin Parade) de David Butler : le professeur Dutton
- 1936 : Bonne Blague (Wedding Present) de Richard Wallace : Willett
- 1936 : Two in a Crowd d'Alfred E. Green : le banquier Ralston
- 1936 : Ennemis publics (Great Guy) de John G. Blystone : le maire
- 1936 : Une aventure de Buffalo Bill (The Plainsman) de Cecil B. DeMille : un associé de Van Ellyn
- 1936 : La Fille de Dracula (Dracula's Daughter) de Lambert Hillyer : Dr Townsend
- 1937 : Sa dernière chance (This Is My Affair) de William A. Seiter : Henry Maxwell
- 1937 : Sur l'avenue (On the Avenue) de Roy Del Ruth : M. Trivet
- 1937 : Nuits d'Arabie (Ali Baba Goes to Town) de David Butler
- 1937 : À l'est de Shanghaï (West of Shanghai) de John Farrow : Myron Galt
- 1937 : Mannequin de Frank Borzage : Rogers
- 1937 : Le Chant du printemps (Maytime) de Robert Z. Leonard : Massilon
- 1937 : Sous-marin D-1 (Submarine D-1) de Lloyd Bacon : Amiral sur le bateau (non crédité)
- 1938 : La Bataille de l'or (Gold Is Where You Find It) de Michael Curtiz : le juge H. B. Clayburn
- 1938 : Je suis la loi (I Am the Law) d'Alexander Hall : Bert Berry
- 1938 : Kentucky de David Butler : le patron de la piste de course
- 1938 : Nanette a trois amours (Three Loves Has Nancy) de Richard Thorpe : M. Hanson
- 1939 : Divorcé malgré lui (Eternally Yours) de Tay Garnett : Phillips
- 1939 : Juarez de William Dieterle : M. Hartman
- 1939 : They All Come Out de Jacques Tourneur : le premier docteur
- 1940 : La Valse dans l'ombre (Waterloo Bridge) de Mervyn LeRoy : le vicaire
- 1940 : La Balle magique du Docteur Ehrlich (Dr. Ehrlich's Magic Bullet) de William Dieterle : Speidler
- 1941 : Âge ingrat (Small Town Deb) de Harold D. Schuster : Eustace R. Richards
- 1941 : Franc jeu (Honky Tonk) de Jack Conway : le gouverneur Wilson
- 1941 : Les Oubliés (Blossoms in the Dust) de Mervyn LeRoy : le président du Sénat du Texas
- 1941 : Souvenirs (H. M. Pulham, Esq.) de King Vidor : M. Bullard
- 1941 : Folie douce (Love Crazy) de Jack Conway : un docteur à l'audition de santé
- 1941 : Sergent York (Sergeant York) d'Howard Hawks : le major Hylan
- 1942 : Danse autour de la vie (We Were Dancing) de Robert Z. Leonard : le colonel Sandys
- 1942 : Embrassons la mariée (They All Kissed the Bride) d'Alexander Hall : Hoover
- 1942 : Le Cargo des innocents (Stand By for Action) de Robert Z. Leonard : le sénateur Masterman
- 1943 : Plus on est de fous (The More the Merrier) de George Stevens : le sénateur dans le taxi
- 1943 : The Good Fellows de Jo Graham
- 1943 : Liens éternels ( Hers to Hold) de Frank Ryan
- 1944 : Les Aventures de Mark Twain (The Adventures of Mark Twain) d'Irving Rapper : William Dean Howells
- 1945 : Désir de femme (Guest Wife) de Sam Wood : Fyfe, invité au dîner
- 1945 : Le Club des cigognes (The Stork Club) d'Hal Walker : Dr Marston
- 1946 : Demain viendra toujours (Tomorrow Is Forever) d'Irving Pichel : Charles Hamilton
- 1946 : Le Château du dragon (Dragonwyck) de Joseph L. Mankiewicz : le maire Curtis
- 1946 : Voulez-vous m'aimer ? (Do You Love Me) de Gregory Ratoff : Dr Dunfee
- 1947 : L'Homme de mes rêves (It Had to Be You) de Don Hartman et Rudolph Maté : M. Kimberly
- 1947 : Rose d'Irlande (My Wild Irish Rose) de David Butler : Rawson
- 1950 : La Scandaleuse Ingénue (The Pretty Girl) d'Henry Levin : le professeur Stratton
- 1950 : La Perfide (Harriet Craig) de Vincent Sherman : M. Norwood
- 1951 : Rhubarb, le chat millionnaire (Rhubarb) d'Arthur Lubin : M. Carroll
- 1956 : Si j'épousais ma femme (That Certain Feeling) de Melvin Frank et Norman Panama : un sénateur

### Télévision

#### Séries télévisées
- 1950-1951 : The Lone Ranger
  - Saison 1, épisode 52 Double Jeopardy (1950) : Ed Simpson
  - Saison 2, épisode 17 Letter of the Law (1951) : Cyrus Wilson
- 1953-1954 : Topper
  - Saison 1, épisode 11 The Car Story (1953 - Sudbury) de Leslie Goodwins et épisode 28 Legacy (1954 - un juge) de Paul Landres
  - Saison 2, épisode 7 Topper Goes to Washington (1954) : Sudbury